# Alberto Martelossi
Alberto Martelossi (Udine, 15 aprile 1966) è un allenatore di pallacanestro e dirigente sportivo italiano.

## Carriera
Ha allenato in Serie A il Roseto Basket, sedendo sulla panchina rosetana per 12 partite. Ha inoltre allenato in Legadue la Nuova Pallacanestro Pavia, l'Andrea Costa Imola, il Basket Club Ferrara, Basket Verona, Basket Brescia Leonessa, la Pallacanestro Ferrara 2011, la Pallacanestro Mantovana e l'APU Udine. Nel febbraio 2020 diventa il nuovo coach dell'U.C.C. Piacenza. Nel giugno dello stesso anno, fa ritorno ad Udine, nel doppio ruolo di assistant coach e direttore tecnico dell'area sportiva.
Dal 21 novembre 2024, allena il Latina Basket subentrando a Agostino Origlio.

## Palmarès
- Miglior allenatore del Campionato di Legadue: 1
- Finale scudetto Leonessa Brescia: 2012-13